# Mia Goth
Mia Gypsy Mello da Silva Goth (Municipio de Southwark, Londres; 25 de octubre de 1993) es una actriz y modelo británica. Después de una breve temporada como modelo cuando era adolescente, Goth hizo su debut cinematográfico en Nymphomaniac (2013). Luego tuvo papeles secundarios en el thriller de ciencia ficción The Survivalist (2015), el horror de ciencia ficción High Life (2018), el terror sobrenatural Suspiria (2018), y la comedia romántica Emma (2020).
Goth ganó un reconocimiento más amplio por protagonizar las películas del género de terror X, Pearl (ambas de 2022), la última de las cuales también coescribió, e Infinity Pool (2023).

## Primeros años de vida
Mia Gypsy Mello da Silva Goth nació el 25 de octubre de 1993 en el Hospital Guy en Londres, Inglaterra. Su madre es brasileña y su padre es canadiense, originalmente de Nueva Escocia, hijo de inmigrantes polacos. Su abuelo materno es el artista judío-estadounidense de origen ruso Lee Jaffe, y su abuela materna es la actriz brasileña Maria Gladys.
Goth se mudó a Brasil cuando tenía unas pocas semanas porque su madre, que en ese momento tenía 20 años, necesitaba ayuda de su familia para criarla. Regresaron al Reino Unido cuando ella tenía cinco años y se mudó brevemente al país natal de su padre, Canadá, cuando tenía diez años. Allí, asistió a nueve escuelas en un solo año escolar; Goth dijo que el período en el que intentaron vivir con su padre fue muy difícil. Cuando tenía doce años, ella y su madre se establecieron en el sureste de Londres, donde asistió a la Sydenham School. La madre de Goth la crio en un hogar monoparental, trabajando como camarera para mantenerla.

## Carrera

### 2012-2021: Debut como actriz y primeros trabajos
Cuando Goth tenía 14 años, fue descubierta en el Festival Underage en Londres por la fotógrafa de moda Gemma Booth, quien la contrató para Storm Model Management. Más tarde apareció en anuncios de Vogue y Miu Miu. Comenzó a hacer audiciones para películas a los 16, y después de terminar sexto grado, ganó su primer papel en Nymphomaniac, de Lars von Trier (2013), junto con Charlotte Gainsbourg y Willem Dafoe en el segmento «The Gun». Goth interpretó a Sophie Campbell en un episodio de la serie de drama criminal de Sky Atlantic The Tunnel.
En 2014, apareció en el video musical de Future Unlimited para «Haunted Love», dirigido por Shia LaBeouf. Luego, apareció en el cortometraje introductorio dirigido por Stephen Fingleton Magpie, con Martin McCann. En 2015, Goth interpretó el papel principal de Milja en el thriller postapocalíptico The Survivalist, dirigido por Fingleton, seguido de papeles como Meg Weathers en la película de suspenso y aventuras sobre desastres Everest (2015), dirigida por Baltasar Kormákur, y Hanna Helmqvist en un episodio de la serie policiaca de BBC One Wallander.
También apareció en la película de terror A Cure for Wellness (2016), dirigida por Gore Verbinski, y tuvo papeles secundarios en la versión de Suspiria de 2018, de Luca Guadagnino, y en la película de ciencia ficción y misterio High Life (2018), dirigida por Claire Denis. Goth apareció en el cortometraje de Guadagnino The Staggering Girl (2019) y en la película de comedia romántica de época de Autumn de Wilde Emma (2020). También protagonizó la película dramática de acción de Karen Cinorre Mayday (2021) con Grace Van Patten y Juliette Lewis.

### 2022-presente: Avance y aclamación de la crítica
Goth protagonizó la película slasher X, de Ti West, estrenada en marzo de 2022 con gran éxito de crítica. Goth usó extensas prótesis de maquillaje para retratar a la anciana Pearl. Al describir su experiencia, Goth dijo: «Fueron unas buenas 10 horas en la silla de maquillaje y luego me iba y hacer un día de 12 horas en el set, y la maquilladora, Sarah Rubano, que fue increíble, constantemente me retocaba y se aseguraba de que mis contactos estuvieran bien y todo ese tipo de cosas». Recibió elogios por sus papeles tanto de la protagonista Maxine Minx como de la antagonista Pearl, y West afirmó: «Entendía muy bien a los personajes y comprendía la dualidad de Maxine y Pearl». Posteriormente protagonizó la película precuela Pearl, que coescribió con West y comenzó a filmar inmediatamente después de X. La película se estrenó en septiembre de 2022 con críticas positivas. La actuación de Goth en la película recibió elogios unánimes con Williams Earl, en un artículo para Variety, afirmando que merece la atención de los Premios Óscar.
A continuación, Goth protagonizó el thriller de Brandon Cronenberg Infinity Pool, junto a Alexander Skarsgård. La película se estrenó en el Festival de Cine de Sundance de 2023 y se estrenó en los Estados Unidos el 27 de enero de 2023 con una recepción crítica positiva, y con su actuación recibiendo elogios. David Fear, de Rolling Stone, escribió: «Goth hace un caso aún más fuerte después de Pearl para que ella sea la actriz más interesante que trabaja en películas de género en este momento», y Meagan Navarro, de Bloody Disgusting, concluyó: «Goth progresa en las tortuosas maquinaciones de su personaje con un nivel de júbilo desquiciado que roba la escena y que podría hacer que Pearl corra por su dinero».
Goth interpretó el papel de Maxine Minx en la secuela de X, titulada MaXXXine. Goth aparecerá además en el thriller policial Sweet Dreams.

## Vida personal
Goth conoció al actor estadounidense Shia LaBeouf mientras coprotagonizaban Nymphomaniac en 2012. El 10 de octubre de 2016, Goth y LaBeouf parecieron casarse en una ceremonia de Las Vegas oficiada por un imitador de Elvis. Dos días después, un funcionario local afirmó que la pareja no estaba legalmente casada, sino que se había realizado una ceremonia de compromiso. Más tarde ese mes, LaBeouf confirmó su boda en The Ellen DeGeneres Show. En septiembre de 2018, se anunció que la pareja se había separado y solicitaba el divorcio. Sin embargo, en febrero de 2022, se informó que la pareja se había reconciliado y que Goth estaba embarazada de su primer hijo con LaBeouf. Su primera hija, Isabel, nació en marzo de 2022.

## Filmografía

### Cine
| Año  | Título                         | Papel                | Notas                                       |
| ---- | ------------------------------ | -------------------- | ------------------------------------------- |
| 2013 | Future Unlimited: Haunted Love | Ella misma           | Cortometraje                                |
| 2013 | Nymphomaniac: Volumen II       | P                    |                                             |
| 2014 | Magpie                         | La chica             | Cortometraje                                |
| 2015 | The Survivalist                | Milja                | Nominada al British Independent Film Awards |
| 2015 | Everest                        | Meg Weathers         |                                             |
| 2017 | A Cure for Wellness            | Hannah von Reichmerl |                                             |
| 2017 | El secreto de Marrowbone       | Jane                 |                                             |
| 2018 | Suspiria                       | Sara Simms           |                                             |
| 2019 | High Life                      | Boyse                |                                             |
| 2019 | The Staggering Girl            | Sofia (joven)        | Cortometraje                                |
| 2020 | Emma                           | Harriet Smith        |                                             |
| 2021 | Mayday                         | Marsha               |                                             |
| 2022 | The House                      | Mabel                | Papel de doblaje                            |
| 2022 | X                              | Maxine 'Max' Minx    |                                             |
| 2022 | X                              | Pearl                |                                             |
| 2022 | Pearl                          | Pearl                |                                             |
| 2023 | Infinity Pool                  | Gabi Bauer           |                                             |
| 2024 | MaXXXine                       | Maxine 'Max' Minx    |                                             |
| 2025 | Frankenstein                   | Elizabeth Lavenza    |                                             |

### Televisión
| Año  | Título     | Papel            | Notas       |
| ---- | ---------- | ---------------- | ----------- |
| 2013 | The Tunnel | Sophie Campbell  | 3 episodios |
| 2015 | Wallander  | Hanna Hjelmqvist | 1 episodio  |